# Hybanthus potosinus
Hybanthus potosinus är en violväxtart som beskrevs av Julius Sterling Morton. Hybanthus potosinus ingår i släktet Hybanthus och familjen violväxter. Inga underarter finns listade i Catalogue of Life.